# Phreatia elata
Phreatia elata är en orkidéart som beskrevs av Rudolf Schlechter. Phreatia elata ingår i släktet Phreatia och familjen orkidéer. Inga underarter finns listade i Catalogue of Life.